# Список чемпіонів Strikeforce
Нижче наведено список чемпіонів Strikeforce в усіх вагових категоріях в порядку здобуття титулу, а також список переможців Гран-прі Strikeforce в порядку здобуття титулу.
В статті використовуються такі скорочення:
| ТЧ  | — Тимчасовий чемпіон                                  |
| ЧЗТ | — Чемпіон залишив свій титул                          |
| ЧПТ | — Чемпіон був позбавлений свого титулу                |
| [1] | — Черговий титул бійця в конкретній ваговій категорії |

## Чемпіони (чоловіки)

### Легка вага
Ваговий діапазон: 66 – 70 кг (146 – 155 фунтів).
Змагання за першість в цій ваговій категорії проводились починаючи з турніру «Strikeforce: Shamrock vs. Gracie» (10 березня 2006).
| № | Чемпіон              | Період чемпіонства                     | Захисти титулу |
| --- | -------------------- | -------------------------------------- | -------------- |
| 1 | Клей Ґвіда           | 10 березня 2006 — 9 червня 2006        | 0              |
| 2 | Гілберт Мелендес [1] | 9 червня 2006 — 27 червня 2008         | 1              |
| 3 | Джош Томсон          | 27 червня 2008 — 19 грудня 2009        | 0              |
| Діючий чемпіон Джош Томсон не міг захистити титул через отриману травму, тому між основними претендентами було проведено бій за тимчасову першість, переможцем якого став Гілберт Мелендез. |                      |                                        |                |
| ТЧ | Гілберт Мелендес     | 11 квітня 2009 — 19 грудня 2009        | 1              |
| Діючий чемпіон Джош Томсон поступився титулом в бою проти тимчасового чемпіона Гілберта Мелендеза. Мелендез був визнаний виключним чемпіоном.                                               |                      |                                        |                |
| 4 | Гілберт Мелендес [2] | 19 грудня 2009 — припинення чемпіонату | 4              |

### Напівсередня вага
Ваговий діапазон: 71 – 77 кг (156 – 170 фунтів).
Змагання за першість в цій ваговій категорії проводились починаючи з турніру «Strikeforce: Miami» (30 січня 2010).
| №                                                                       | Чемпіон        | Період чемпіонства                    | Захисти титулу |
| ----------------------------------------------------------------------- | -------------- | ------------------------------------- | -------------- |
| 1                                                                       | Нік ДіасЧЗТ    | 30 січня 2010 — 9 червня 2011         | 3              |
| Нік Діас залишив титул чемпіона і перейшов до змагань у чемпіонаті UFC. |                |                                       |                |
| 2                                                                       | Нейт Марквардт | 14 липня 2012 — 12 січня 2013         | 0              |
| 3                                                                       | Тарек Саффідін | 12 січня 2013 — припинення чемпіонату | 0              |

### Середня вага
Ваговий діапазон: 78 – 84 кг (171 – 185 фунтів).
Змагання за першість в цій ваговій категорії проводились починаючи з турніру «Strikeforce: Shamrock vs. Baroni» (22 червня 2007).
| № | Чемпіон        | Період чемпіонства                      | Захисти титулу |
| --- | -------------- | --------------------------------------- | -------------- |
| 1 | Френк Шемрок   | 22 червня 2007 — 29 березня 2008        | 0              |
| 2 | Кунг ЛеЧЗТ     | 29 березня 2008 — 17 вересня 2009       | 0              |
| Кунг Ле залишив титул чемпіона у зв'язку з перервою у спортивній кар'єрі.                                   |                |                                         |                |
| 3 | Джейк ШилдсЧПТ | 7 листопада 2009 — 1 липня 2010         | 1              |
| Джейк Шилдс був позбавлений титулу, оскільки перейшов до змагань у чемпіонаті UFC і не міг захистити титул. |                |                                         |                |
| 4 | Роналду Соза   | 21 серпня 2010 — 10 вересня 2011        | 1              |
| 5 | Люк Рокхолд    | 10 вересня 2011 — припинення чемпіонату | 2              |

### Напівважка вага
Ваговий діапазон: 84 – 93 кг (186 – 205 фунтів).
Змагання за першість в цій ваговій категорії проводились починаючи з турніру «Strikeforce: Triple Threat» (8 вересня 2006).
| №                                                                            | Чемпіон           | Період чемпіонства                 | Захисти титулу |
| ---------------------------------------------------------------------------- | ----------------- | ---------------------------------- | -------------- |
| 1                                                                            | Боббі Саутворт    | 8 вересня 2006 — 21 листопада 2008 | 1              |
| 2                                                                            | Ренату Собрал     | 21 листопада 2008 — 15 серпня 2009 | 0              |
| 3                                                                            | Ґегард Мусасі     | 15 серпня 2009 — 17 квітня 2010    | 0              |
| 4                                                                            | Мухаммед Лаваль   | 17 квітня 2010 — 21 серпня 2010    | 0              |
| 5                                                                            | Рафаел Кавалканті | 21 серпня 2010 — 5 березня 2011    | 0              |
| 6                                                                            | Ден ХендерсонЧЗТ  | 5 березня 2011 — 19 вересня 2011   | 0              |
| Ден Хендерсон залишив титул чемпіона і перейшов до змагань у чемпіонаті UFC. |                   |                                    |                |

### Важка вага
Ваговий діапазон: 93 – 120 кг (206 – 265 фунтів)
Змагання за першість в цій ваговій категорії проводились починаючи з турніру «Strikeforce: Four Men Enter, One Man Survives»  (16 листопада 2007).
| №                                                                                            | Чемпіон           | Період чемпіонства                | Захисти титулу |
| -------------------------------------------------------------------------------------------- | ----------------- | --------------------------------- | -------------- |
| 1                                                                                            | Алістар ОверімЧПТ | 16 листопада 2007 — 29 липня 2011 | 1              |
| Алістар Оверім був звільнений і позбавлений титулу в ході контрактного диспуту з чеміонатом. |                   |                                   |                |

## Чемпіони (жінки)

### Легша вага
Ваговий діапазон: 57 – 61 кг (125 – 135 фунтів)
Змагання за першість в цій ваговій категорії проводились починаючи з турніру «ShoMMA 6: Kaufman vs. Hashi»  (26 лютого 2010).
| №                                                                           | Чемпіон      | Період чемпіонства                 | Захисти титулу |
| --------------------------------------------------------------------------- | ------------ | ---------------------------------- | -------------- |
| 1                                                                           | Сара Кауфман | 26 лютого 2010 — 9 жовтня 2010     | 1              |
| 2                                                                           | Марлус Кунен | 9 жовтня 2010 — 30 липня 2011      | 1              |
| 3                                                                           | Міша Тейт    | 30 липня 2011 — 3 березня 2012     | 0              |
| 4                                                                           | Ронда Роузі  | 3 березня 2012 — 16 листопада 2012 | 1              |
| Ронда Роузі залишила титул чемпіона і перейшла до змагань у чемпіонаті UFC. |              |                                    |                |

### Напівлегка вага
Ваговий діапазон: 61 – 66 кг (135 – 145 фунтів)
Змагання за першість в цій ваговій категорії проводились починаючи з турніру «Strikeforce: Carano vs. Cyborg»  (15 серпня 2009).
| №                                                                                    | Чемпіон             | Період чемпіонства            | Захисти титулу |
| ------------------------------------------------------------------------------------ | ------------------- | ----------------------------- | -------------- |
| 1                                                                                    | Крістіані СантусЧПТ | 15 серпня 2009 — 6 січня 2012 | 3              |
| Крістіані Сантус була викрита у вживанні анаболічних стероїдів, і позбавлена титулу. |                     |                               |                |

## Переможці Гран-прі
В чемпіонаті Strikeforce не було традицій регулярного проведення Гран-прі між найсильнішими бійцями ліги, як це було прийнято, наприклад, в чемпіонаті Pride. За всю історію організації було проведено лише три таких заходи.
| Захід        | Вагова категорія | Переможець     | Фіналіст       | Дата              |
| ------------ | ---------------- | -------------- | -------------- | ----------------- |
| 1-й Гран-прі | Середня вага     | Жорже Сантьяґу | Тревор Пренглі | 16 листопада 2007 |
| 2-й Гран-прі | Напівлегка вага  | Міша Тейт      | Хітомі Акано   | 13 серпня 2010    |
| 3-й Гран-прі | Важка вага       | Деніел Корм'є  | Джош Барнетт   | 19 травня 2012    |

## Скасована першість
На початку діяльності організації Strikeforce як промоутера боїв змішаного стилю існував додатковий залік — першість США зі змішаних бойових мистецтв. Залік проводився серед чоловіків у напівсередній і середній вагових категоріях у 2006 — 2007 роках, а згодом був скасований. За вказаний період лише два спортсмени ставали чемпіонами США: Джош Томсон та Юджин Джексон.